# 迈阿密海滩建筑区
迈阿密海滩建筑区（Miami Beach Architectural District）是一个美國歷史區，位于美國佛罗里达州迈阿密海滩南海滩附近。迈阿密海滩建筑区拥有世界上最多的装饰风艺术建筑，主要建于大萧条和1940年代初期之间。1979年5月14日，該地區被指定為美國歷史區。意大利时装设计师詹尼·范思哲曾在此居住，并最終在此被C·S·路易斯爱好者安德鲁·库纳南暗殺。它的东边是大西洋，南边是第六街，西边是奥尔顿路，北边是柯林斯运河和戴德大道。當地共有960座历史建筑。